# 周易的自然哲學與道德涵義
《周易的自然哲學與道德涵義》為牟宗三在北京大學哲學系三年級時（1932年）完成的作品，原書名為《從周易方面研究中國之玄學及道德哲學》，作者嫌名称冗长，重新出版時改為现名。此书1936年首次出版，1988年4月由台湾文津出版社重印，重印版420页，两版无本质差异。
該書並非為專門解析《周易》本文而作，其最大目的在於「確指中國思想之哲學的系統，並為此哲學的系統給一形式系統焉」；而又主要就胡煦和焦循二人的易學著作來闡發其各自的「自然哲學」和「道德哲學」。牟宗三寫作此書時尚未接觸宋明儒學及康德哲學，而是「在數理邏輯以及羅素、懷悌海、維特根斯什坦的思想背景下進行」，故與其後來的著作思想相較顯得十分不同；而牟氏亦對於年輕時的這部作品有所後悔。
该作中发掘了胡煦的易学思想并誉其为中国最大的哲学家，出版后引发了学界关注。

## 篇目內容
- 導言
- 漢之天人感應下的易學
- 晉宋的佛老影響下之易學
- 清胡煦的生成哲學之易學
- 清焦循的道德哲學之易學
- 易理和之絜合
- 最後之解析